# Serra de Llaberia
La Serra de Llaberia és una serra de la Serralada Prelitoral Catalana entre les Muntanyes de Prades i les Muntanyes de Tivissa-Vandellòs. Són característics d'aquesta serra els cingles calcaris molt regulars i clars. Administrativament la serra s'estén per zones dels municipis de Colldejou i Pratdip, al Baix Camp, i de Tivissa a Ribera d'Ebre, amb una elevació màxima de 918,3 metres. Gran part de la seva superfície forma part del PEIN Serra de Llaberia.

## Medi físic
Llaberia i Colldejou són dues grans moles que superen els 900 metres d'altura als punts culminals, amb potents cingleres que encerclen el sistema. Els materials que hi predominen són els calcaris, com les roques calcàries, margues i dolomies del triàsic i juràssic, tot i la presència d'alguns afloraments de gresos i conglomerats silicis del Buntsandstein. La part superior de la mola de Llaberia correspon a un encavalcament de materials juràssics i triàsics sobretot del cretaci. Té un gradient climàtic, entre un clima xerotèric marítim i un clima xerotèric continental, que contribueix a augmentar la diversitat de paisatges. L'Espai conté diversos geòtops remarcables, com són els encavalcaments de Pratdip, Llaberia i la mola de Colldejou.
- Impacte: Com a impactes principals, cal remarcar alguns processos erosius i de degradació dels sistemes naturals als vessants meridionals afectats per incendis forestals.D'altra banda, es produeix la recol·lecció descontrolada d'invertebrats endèmics i la captació d'aigua industrial (Aigua Fontdalt). Finalment, els parcs eòlics existents poden tenir efectes negatius sobre els rapinyaires.

- Vulnerabilitat natural: Les formacions vegetals tenen un alt risc d'incendi forestal i algunes de les espècies florístiques i faunístiques que contenen són vulnerables a les transformacions. Especialment fràgils són les comunitats d'invertebrats, rars i endèmics. Els terraprims existents a la part culminal de les moles són molt erosionables i susceptibles a la sobrepastura.

## Biodiversitat
La flora i la vegetació de la serra de Llaberia està formada per un conjunt molt divers d'espècies i de comunitats vegetals. La vegetació es caracteritza pel domini corològic mediterrani (alzinars, brolles, etc.) amb algunes penetracions eurosiberianes (rouredes seques) i oromediterrànies (brolles xerocàntiques, pradells de cingles). La fauna – típicament mediterrània- està molt relacionada amb les biocenosis forestals i rupícoles, amb una gran abundància d'elements de la fauna invertebrada.

### Vegetació i flora
La flora d'aquest territori es caracteritza pel predomini de l'element corològic mediterrani, amb algunes penetracions eurosiberianes i d'oròfits mediterranis.
Les unitats de vegetació de l'Espai de Llaberia-Colldejou s'han d'incloure principalment dins els dominis de vegetació de l'alzinar típic (Quercetum ilicis galloprovinciale) i de l'alzinar muntanyenc (Quercetum mediterra-neo-montanum), així com, per sobre dels 700 -800 m, de les rouredes submediterrànies de roure de fulla petita (Violo-Quercetum fagineae). A determinats indrets apareix un alzinar ric en plantes de la roureda (Quercetum ilicis galloprovinciale subass quercetosum fagineae).
Els alzinars i les rouredes no ocupen, però, moltes àrees extenses i són substituïts per les brolles, sovint arbrades amb pins (principalment Erico-Thymelaeetum tinctoriae) i d'altres que fan el trànsit vers les més continentals del Genisto-Cistetum clusii o les més termòfiles de Anthyllido-Cistetum clusii.
Les pinedes de pinassa tenen una significació especial a les parts altes, dins el domini de la roureda. Són també freqüents, entre altres comunitats, les garrigues (Quercetum cocciferae), els fenassars (Phlomido-Esrachypodietum), les joncedes (Brachypodió-Aphyllanthetum i Salvió Aphyllan-thetum), els fragments de comunitats higròfites diverses, entre les quals cal assenyalar la gatelleda (Carici-Salicetum catalaunicae), que troba en aquestes terres llur límit meridional, el murtrar (Calicotomo-Myrtetum) a les parts més baixes, etc.
Una especial significació prenen les comunitats rupícoles o les relacionades, algunes de les quals d'àrea molt reduïda o localitzades en pocs indrets de Catalunya: brolles xeroacàntiques (Erinaceo-Anthyllidetum montanae), pradells de cingles (Conopodió- Festucetum scopariae i Conopodió-Laserpitietum gallici), poblaments rupícoles (Hieració-Salicetum tarraconensis), etc.
De les plantes inferiors cal remarcar, entre altres aspectes, la bona representació en aquest Espai de la flora liquènica dels llocs àrids i semiàrids.
Pel que fa a elements florístics d'interès, l'Espai conté espècies com Erodium foetidum subsp. Celtibericum, Linaria glauca subsp. Aragonensis, o Orchis purpurea.

### Fauna
L'abandó dels conreus de la zona i la inaccessibilitat d'alguns sectors, entre altres factors, han permès la conservació d'una rica i variada fauna essencialment mediterrània. Són molt riques les biocenosis vinculades als hàbitats forestals, no excessivament freqüents a les terres dels entorns, i les rupícoles. Entre els ocells de més interès trobem l'àguila cuabarrada (Hieraaetus fasciatus) i el còlit negre (Oenanthe leucura) .
Entre els mamífers el gat salvatge (Felis sylvestris), la geneta (Genetta genetta), la mostela (Mustela nivalis), la fagina (Martes foina), el senglar (Sus scrofa), etc. Com a element herpetològic interessant, cal assenyalar l'ofegabous (Pleurodeles waltl). Pel que fa a la fauna íctica, s'hi poden trobar espècies com el barb cua-roig (Barbus haasi) o la madrilla (Chondrostoma toxostoma).
Cal remarcar la diversitat i singularitat de la fauna invertebrada, amb la presència d'algunes espècies excepcionals i molt rares de la fauna catalana. La presència d'aquestes espècies individualitza encara més aquest Espai en comparació amb d'altres de propers de les serres prelitorals. Cal esmentar diversos grups d'invertebrats: coleòpters endogeus (Leptotyphlus tarraconensis) i hopogeus (Duvalius bertae, Anillochlamys velox,) de les coves i avencs característiques de la zona llevantina, quilòpodes cavernícoles (Lithobius sp.) heteròpters (Acalypta helenica, Calama ribesi,), mol·luscs (Pyrenaearia molae, Bythinella batalleri, Deroceras tarracense,) i lepidòpters (Idaea sardoniata,).

## Protecció
L'Espai Natural Protegit de la Serra de Llaberia va ser incorporat al PEIN pel Decret 328/1992, pel qual s'aprovava el PEIN. Aquest Espai va ser declarat per primera vegada com a LIC el 1997 i com a Zona d'especial protecció per a les aus (ZEPA) el 2005 i, posteriorment, va ser ampliat com a espai Natura 2000 mitjançant l'Acord del Govern 112/2006, de 5 de setembre, que va aprovar la xarxa Natura 2000 a Catalunya.
Així mateix, mitjançant el Pla especial se'n va fer la delimitació definitiva. Aquest Pla complementa el règim normatiu bàsic de protecció establert pel PEIN amb determinacions específiques per a aquest Espai.
La seva gestió es realitza mitjançant el Consorci de la Serra de Llaberia. El Consorci és una entitat creada el 30 d'abril de 2004 amb l'objectiu de recuperar camins vells per a l'ús turístic, fer actuacions de conservació de les fonts naturals, fer actuacions de conservació de flora i fauna, actuacions de prevenció d'incendis forestals en col·laboració amb els ajuntaments i les ADF, d'educació ambiental i inserció sociolaboral.
En són membres l'Ajuntament de Capçanes, l'Ajuntament de Colldejou, l'Ajuntament de Marçà, l'Ajuntament de Pratdip, l'Ajuntament de Tivissa, l'Ajuntament de la Torre de Fontaubella i el Departament d'Agricultura, Ramaderia, Pesca, Alimentació i Medi Natural de la Generalitat de Catalunya.

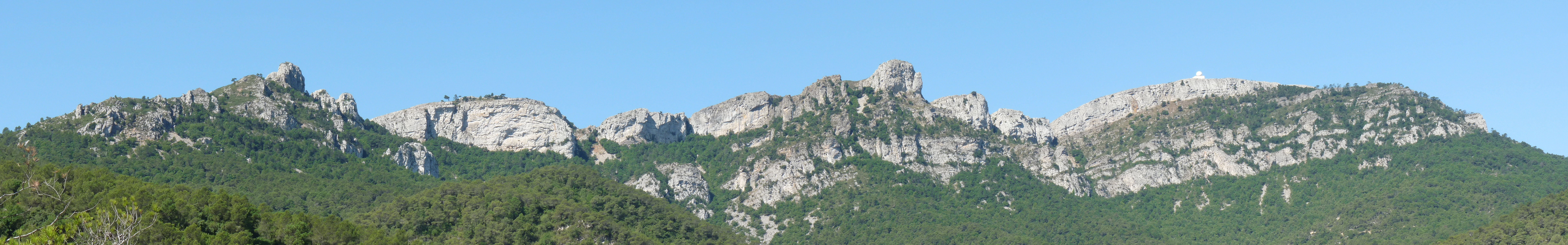
la Serra de Llaberia. Sobre la Miranda, el radar meteorològic